# Gösta Thörnell
Per Gustaf (Gösta) Thörnell, född 7 april 1879 i Trönö församling, död 25 maj 1958 i Uppsala, var en svensk filolog och professor. Han var bror till Olof Thörnell.
Thörnell blev 1906 filosofie doktor på avhandlingen Studia panegyrica och docent i latinska språket och litteraturen, allt vid Uppsala universitet. År 1929 tilldelades han professors namn och kallades 1935 till professor i latin vid nämnda universitet, en befattning han hade till 1944.
Thörnells skrifter, huvudsakligen av textkritiskt och exegetiskt innehåll, är för övrigt dels smärre bidrag till olika författare, dels större arbeten över Tertullianus, Kritiska studier till Tertullianus’ Apologeticum (i "Eranos", 1916) och Studia Tertullianea I-IV (Uppsala, 1918–1926), genom vilka han dokumenterade sig som en av samtidens främsta Tertullianuskännare, samt Patristica (1923). Bland hans senare skrifter märks Pastoralbrevens äkthet (1931), Studia Luciferiana (1933) och Konservativ textkritik (1945). Thörnell utförde även huvudparten av översättningsarbetet Olaus Magnus historia (1909–).
Thörnell blev 1925 ledamot av Humanistiska vetenskapsamfundet i Uppsala. Han var inspektor för Gästrike-Hälsinge nation 1935–1944. Riddare av Kungl. Nordstjärneorden 1942. Han är begravd på Uppsala gamla kyrkogård.